# Tetragnatha striata
Tetragnatha striata este o specie de păianjeni din genul Tetragnatha, familia Tetragnathidae, descrisă de Ludwig Carl Christian Koch în anul 1862. Conform Catalogue of Life specia Tetragnatha striata nu are subspecii cunoscute.

## Galerie

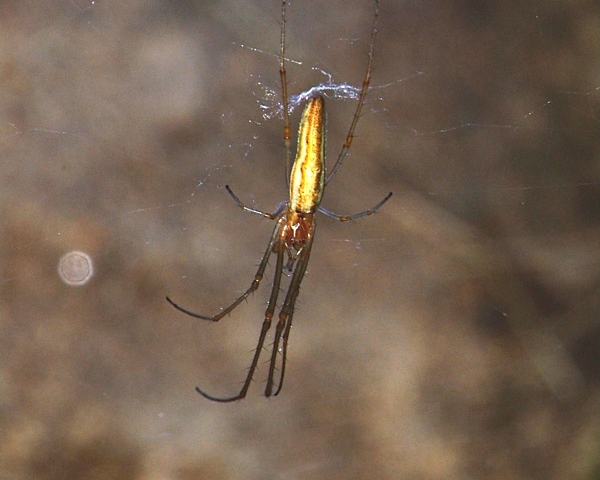
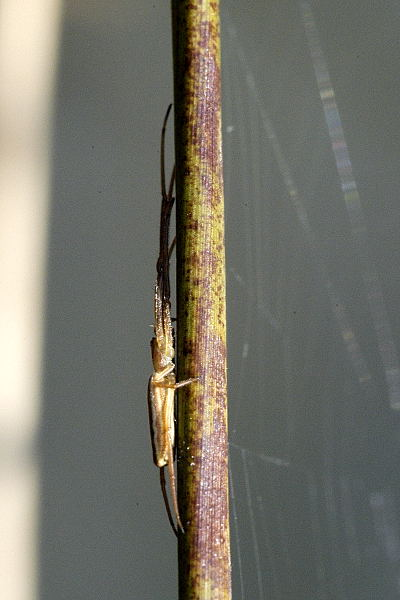
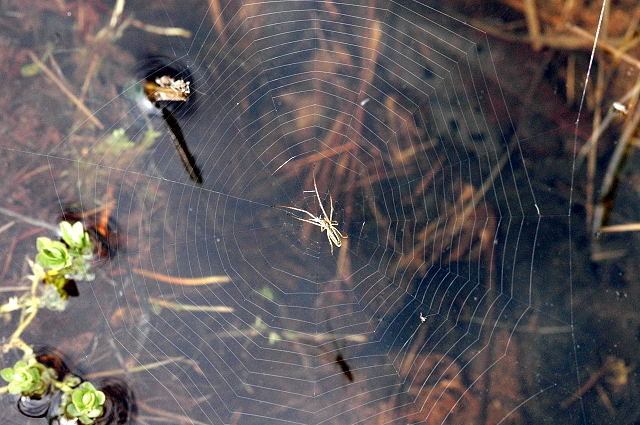